# Pollo frito crujiente
El crespo es un plato común de la gastronomía cantonesa del sur de China. El pollo se fríe de forma que la piel queda extremadamente crujiente, pero la carne blanca permanece relativamente blanda.
El plato es único en que se sirve casi universalmente con los dos mismos acompañamientos: sal con pimienta (椒鹽) y snack de gamba (蝦片). La sal con pimienta, de color blanco oscuro a gris, se fríe separada en un wok. El snack de gamba suele hacerse con arroz o tapioca y frito.
El plato se encuentra en Hong Kong y en la mayoría de los restaurantes de los barrios chinos del resto del mundo. Tradicionalmente se toma de noche. También es uno de los platos tradicionales de pollo usados en las bodas chinas y de otros países asiáticos.